# Bernardo Daddi
Bernardo Daddi (1280 — 1348) foi um pintor italiano, aprendiz de Giotto. Também recebeu influências da Escola Sienesa de Ambrogio Lorenzetti.
Daddi tornou-se o maior pintor de Florença em sua geração.

## Ver também

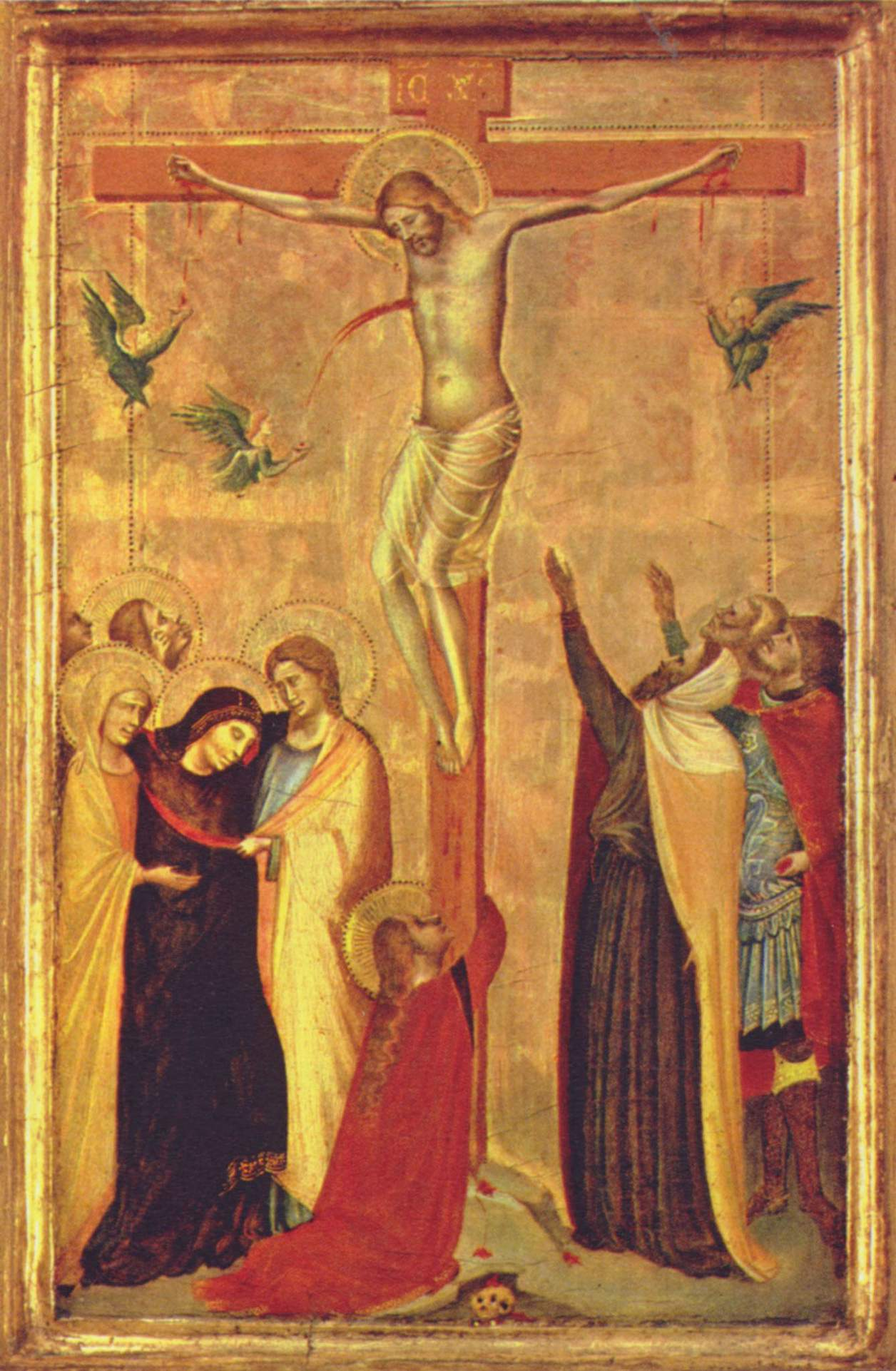
A Crucificação